# 7886 Редмен
7886 Редмен (7886 Redman) — астероїд головного поясу, відкритий 12 серпня 1993 року.
Тіссеранів параметр щодо Юпітера — 3,528.
Названий на честь англійського астронома Родерика Олівера Редмена.